# 近鉄バス京都営業所

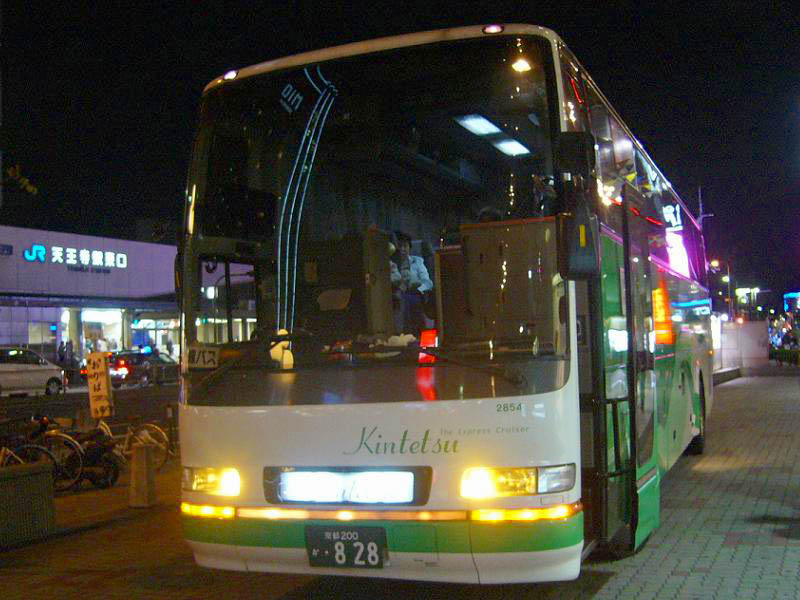
京都営業所に所属する高速バス車両

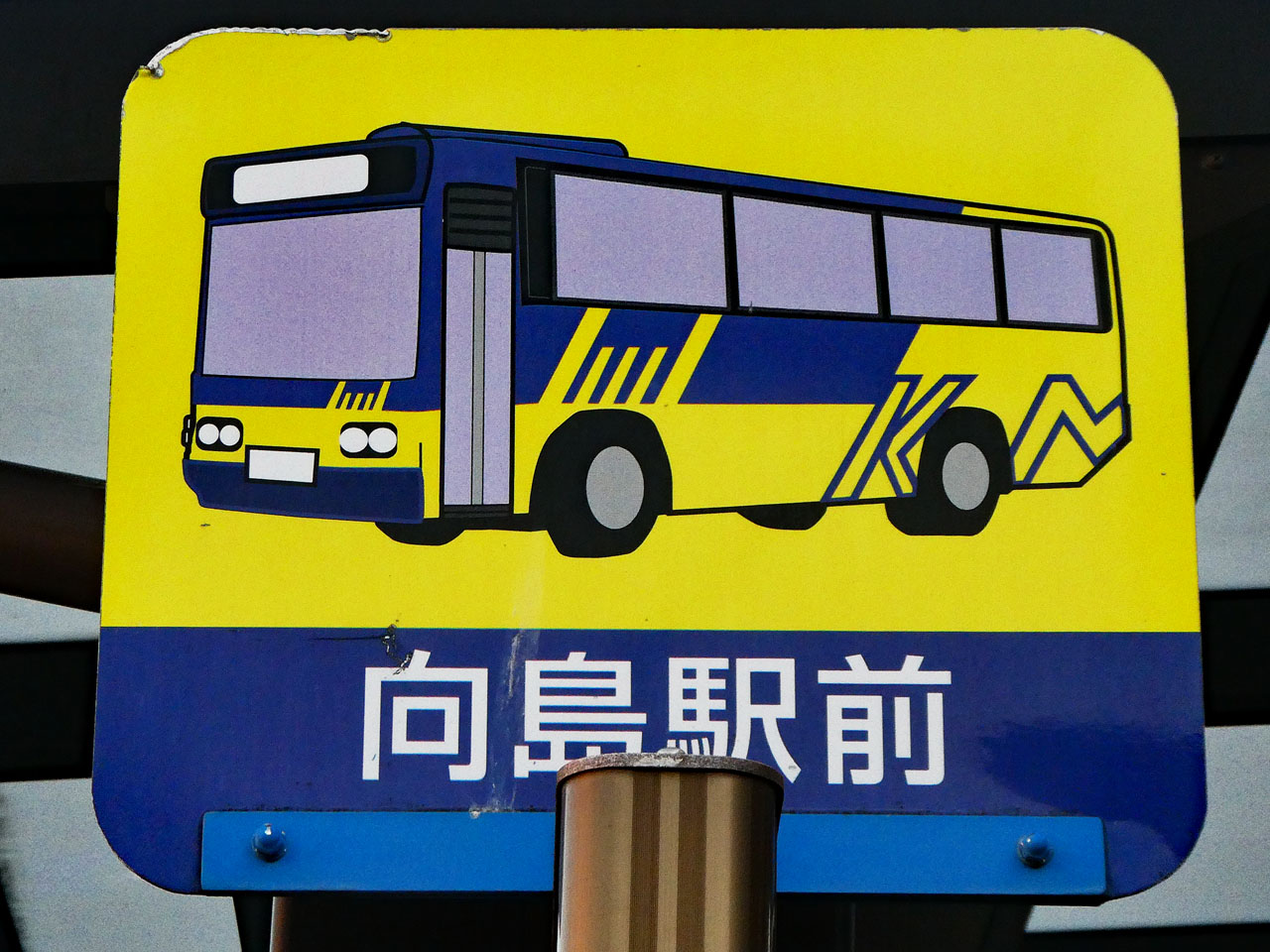
向島駅前(近鉄バス)の停留所看板

近鉄バス京都営業所（きんてつバスきょうとえいぎょうしょ）は、京都市伏見区向島にある近鉄バスの営業所。向島ニュータウン内の路線バスと高速バス、観光バスを運行する。
営業所の最寄り停留所は四ツ谷池である（同バス停には京都京阪バスも停車）。

## 概要
京都地区の近鉄バスは、もともと京都近鉄観光バスとして、奈良電気鉄道（1963年近畿日本鉄道に合併）のバス部門や三重交通京都支社からの移譲（1961年）により、路線バスと観光バス事業を開始した。その後路線部門が1967年に、観光部門が1972年に近畿日本鉄道自動車局に吸収され、京都営業所が設置されることになった。
京都地区は、京都市内と京都 - 奈良間の路線、このほか上狛営業所（京都府相楽郡山城町、現・木津川市）が京都府南部の路線をカバーしていた。
1973年に上狛営業所の路線は奈良交通奈良営業所に譲渡、それ以外の路線が残る形となった。1979年には向島ニュータウンがオープンし、域内の路線バスを引き受ける形となった。1998年には、京都 - 奈良間の京都線の運行が終了し、以後は伏見桃山城キャッスルランドへのアクセス路線と向島地区のみになった。その後2003年にはキャッスルランドも閉鎖されたため、現在は向島団地線のみの運行となり、これに加えて京都を起点とする高速バスを引き受けるようになった。 
営業所は、2002年にそれまで伏見区竹田（上鳥羽口駅の東側。京都拘置所および京都運輸支局付近）にあった車庫が閉鎖され、現在の向島団地内の折返し場に移転した。
2003年よりスルッとKANSAIにも対応しており、バスカードの運用も開始した。

## 現行路線

### 向島団地線
現在、京都営業所唯一の一般路線。向島駅前 - 向島団地内循環の系統を中心に、一部が竹田駅東口まで運行する。団地内の循環系統は時間帯により運行経路が異なる。
2025年4月1日改正以降、全ての曜日で同じダイヤとなっているが、時刻表では平日・土休日と区別されている。

#### 向島循環
8番と12番が基本系統でほぼ終日運行され、また日中はそれぞれ1時間おきの設定となる。
- 08番：向島駅前 → 二ノ丸中 → 二ノ丸 → 二ノ丸北 → 四ツ谷池 → センター北 → センター前 → 上島西 → 清水町西 → 清水町 → 清水町北 → 鷹場町東 → 藤ノ木南 → 藤ノ木町 → 丸町東 → 丸町 → センター北 → 四ッ谷池 → 二ノ丸北 → 二ノ丸 → 二ノ丸中 → 向島駅前

- 11番：向島駅前 → 二ノ丸小学校前 → 上島西 → 上島南 → 清水町西 → 清水町 → 清水町北 → 鷹場町東 → 藤ノ木南 → 藤ノ木町 → 丸町東 → 丸町 → センター北 → 四ッ谷池 → 二ノ丸北 → 二ノ丸 → 二ノ丸中 → 向島駅前
  - 2025年4月1日運行開始。
  - 朝に4本のみ設定。往路は12番、復路は8番と同一の経路をとる。

- 12番：向島駅前 → 二ノ丸小学校前 → 上島西 → 上島南 → 清水町西 → 清水町 → 清水町北 → 鷹場町東 → 藤ノ木南 → 藤ノ木町 → 丸町東 → 丸町 → センター前 → 上島西 → 二ノ丸小学校前 → 向島駅前

#### 向島・竹田直通
以前は桃山御陵前駅（後に「桃山」に改称）まで運行されていたが、2011年12月21日より、竹田駅東口への乗り入れを開始した。
日中のみの運行で、それぞれ1時間に1本の運行。
- 09番：向島駅前 → 二ノ丸中 → 二ノ丸 → 二ノ丸北 → 四ツ谷池 → センター北 → センター前 → 上島南 → 清水町西 → 清水町 → 清水町北 → 鷹場町東 → 藤ノ木南 → 藤ノ木町 → 丸町東 → 丸町 → センター前 → 上島南 → 上島 → 向島 → 桃陵団地前 → 桃山 → 板橋 → 丹波橋 → 桃山中学前 → 最上町 → 西墨染通 → 竹田城南宮道 → 七瀬川町 → 竹田出橋 → 竹田駅東口

- 10番：竹田駅東口 → 竹田出橋 → 七瀬川町 → 竹田城南宮道 → 西墨染通 → 最上町 → 桃山中学前 → 丹波橋 → 板橋 → 桃山 → 桃陵団地前 → 向島 → 上島 → 清水町西 → 清水町 → 清水町北 → 鷹場町東 → 藤ノ木南 → 藤ノ木町 → 丸町東 → 丸町 → センター北 → 四ツ谷池 → 二ノ丸北 → 二ノ丸 → 二ノ丸中 → 向島駅前

## 高速バス
本営業所が担当する路線はいずれも京都駅八条口を起終点とする路線である（ただし稲田営業所が担当するSORIN号は除く）。白浜特急線/三重特急線/京都・三井アウトレットパーク滋賀竜王線以外は夜行路線である。
内部リンクのある路線の詳細は各項目を参照のこと。

### 熊本特急線
- サンライズ号 （京都・大阪・神戸 - 熊本）
  - 近鉄バス初の夜行高速路線。京都延伸に伴い、八尾営業所より当営業所に移管された。2016年4月より一時期撤退し、九州産交バスの単独運行としていたが、2017年1月より運行に復帰している。
- あそ☆くま号（京都・大阪 - 熊本）
  - 上記「サンライズ号」の格安便。ただし、神戸は経由しないほか、熊本側でも経路・停車地が一部異なる。

### 長崎特急線
- オランダ号（京都・大阪・神戸 - 長崎）
  - 京都延伸に伴い、八尾営業所より当営業所に移管された。2018年11月30日を以って共同運行先の長崎自動車が運行から撤退し、当社の単独運行となる。

### 宿毛特急線
- しまんとブルーライナー（京都・大阪・神戸 - 中村・宿毛）
  - 京都・大阪・神戸と高知県西部（幡多地方）を結ぶ。高知西南交通と共同運行。
  - 2003年10月31日： 京都・大阪 - 宿毛にて運行開始。2007年8月10日の改正で三宮バスターミナルへの乗り入れを開始した。
  - 両社とも原則として独立3列シート車を使用して運行する。両社とも車内冷蔵庫に紙パック茶のサービスあり。
  - 停車地：京都駅八条口 - あべの橋バスステーション - 近鉄なんば西口（OCAT） - 大阪駅前（地下鉄東梅田） - 三宮バスターミナル ⇔ 須崎西崎町 - 中土佐インター口 - 窪川駅前 - 佐賀 - 入野役場前 - 高知西南交通本社 - 中村駅 - 三原分岐 - 宿毛駅

## 過去の担当路線

### 桃山線
桃山御陵前・JR桃山駅から伏見桃山城キャッスルランドへのアクセス路線。通年運行していたが、2003年1月31日の遊園地の閉鎖で廃止された。近鉄バスの路線では、比較的後まで「前乗り先払い方式」であった。
- 05番：近鉄桃山駅前 - JR桃山駅 - 伏見桃山城

### 京都線
京都 - 奈良を直通していた路線。奈良電気鉄道バスにより1952年5月11日に開業した。
系統番号は京都方向が50番台、奈良方向が60番台である。
この路線は1949年頃には既に計画されていたが（1949年8月20日発行の京都新聞に詳細が掲載。それによると当時は停留所17ヶ所、使用車両台数は8台、所要時間は2時間前後、運賃は100円台、本数は1日12往復とする計画であった）、開業までに計画を一部変更した。
開業直前の1952年5月10日発行の京都新聞記事によると、運行開始当初は停留所は27ヶ所設置。運賃は全区間乗車の場合は100円。朝ラッシュ時の開始直前から夕方ラッシュ時の終了直後までの時間帯に20往復が設定され、うち朝夕の1往復ずつが急行運転を実施（停車停留所は不明）し、残り18往復は全停留所に停車する一般便であった。当時の所要時間は急行が1時間10分、全停留所停車の一般便が1時間20分であった。この当時の国鉄奈良線の京奈間直通の客車および気動車列車が1日10往復前後であったことから、沿線旅客はもとより、京奈間直通客の輸送を一手に引き受けていた。なお、急行便は後に廃止されているが、廃止時期は不明である。
この路線は1963年10月1日より近鉄バスに継承され、1965年8月25日より奈良交通も参入した。奈良交通では参入以前にも大和八木駅から近鉄奈良駅を経て京都までの路線を運行していたため、共同運行の扱いになっていた。奈良市内では停留所が奈良交通より少なかったが、同社便も近鉄に停留所を合わせてあったため奈良市内では急行運転としていた。京都市内も末期を除きクローズドドアシステムとなっており、近鉄京都駅 - 桃稜団地前間は京都行が下車、奈良行は乗車のみ扱いであった。
また、京阪バスも1962年7月26日から1996年3月まで洛南営業所→山科営業所が京都 - 奈良間の路線を持っていた（京阪バス側は京都市内ではクローズドドアシステムとはしておらず、また京都市内の経由地が近鉄バスが七条通の七条大橋経由に対して1つ南側の塩小路通の塩小路橋経由てあり、また京都駅前 - 近鉄京都駅前間を運行していないなど、近鉄バス+奈良交通とは異なっていた部分もあった）。京阪バスと近鉄バスでは免許上別路線扱いであったが、奈良交通参入直後の最盛時は時刻をお互いに調整し（近鉄バス+奈良交通）が時間2本、京阪バスは時間1本であったが、あわせて約20分ヘッドを維持していた。
最盛期は約46kmを、開業当初より20分程度遅くなったものの、約1時間40分で運行していた。
しかし1970年代に入ると国道24号や奈良市内での渋滞などで、2時間以上かかることもあり、また国鉄奈良線や近鉄京都線の増発などによって乗客減に悩まされるようになり、相前後して各社が減便を実施するようになった。
1980年には奈良交通便や京阪バス便を含めて、所要時間は増加したものの向島ニュータウン内を経由するなどしてテコ入れを図ったが、これによる乗客増には繋がらず、逆に全線を乗車する乗客の減少が増々著しくなってきたことから、ダイヤ改正の度にさらに減便が実施された。
1996年に京阪バス、奈良交通は逐次撤退した。これは自動車への移行と定時運行確保の困難さが大きかったものであるが、近鉄京都線の列車本数の増加による利便性の向上と、JR西日本奈良線の増便に伴い、乗客の移行が非常に顕著であったこと、更にJRに比べ運賃が非常に高かったことも大きな要因であった。他社撤退後も最後まで運行していた近鉄も、最末期は京都 - 奈良間を月に1度だけ運行という形になり、1998年3月に運行を終了した。
近鉄京都駅前の停留所の位置は、新・都ホテル前であった。この路線は一部便が大安寺にあった奈良営業所の担当であった。
- 50番：大安寺 → JR奈良駅前 → 近鉄奈良駅前 → 木津 → 上狛車庫前 → 山城大橋 → 大久保 → 向島駅前 → 丹波橋 → 七条大橋 → 京都駅前

- 51番：大安寺 → JR奈良駅前 → 近鉄奈良駅前 → 木津 → 上狛車庫前 → 山城大橋 → 大久保 → 向島駅前 → 丹波橋 → 七条大橋 → 京都駅前 → 近鉄京都駅前
  - 63番の逆方向にあたる向島駅前始発便もあった。

- 60番：近鉄京都駅前 → 京都駅前 → 七条大橋 → 丹波橋 → 向島駅前 → 大久保 → 山城大橋 → 上狛車庫前 → 木津 → 近鉄奈良駅前 → JR奈良駅前 → 大安寺

- 61番：上狛車庫前 → 木津 → 近鉄奈良駅前 → JR奈良駅前 → 大安寺

- 63番：近鉄京都駅前 → 京都駅前 → 七条大橋 → 丹波橋 → 向島駅前

### 高速バス・安芸特急線

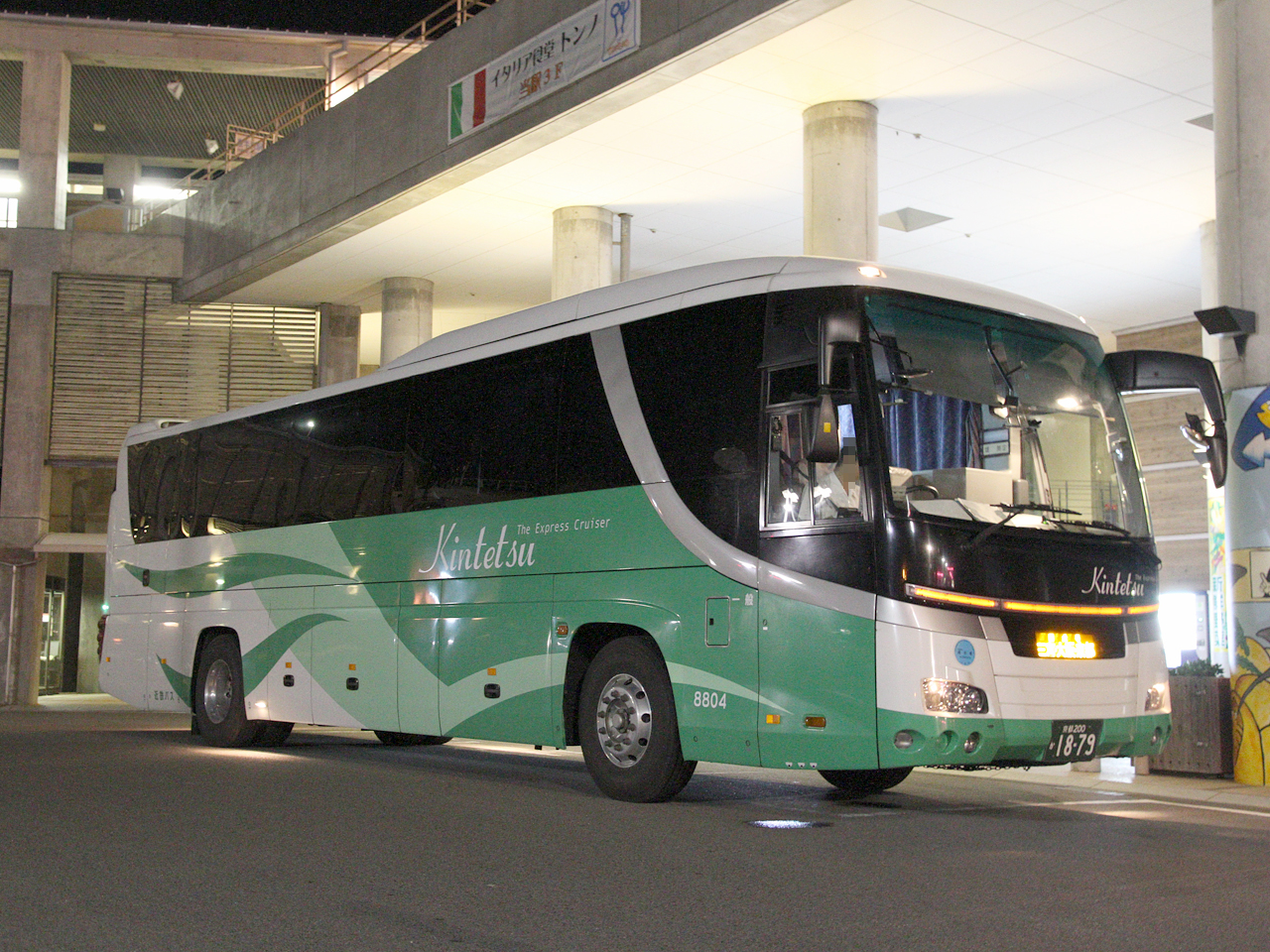
安芸特急線「国虎号」

- 国虎号（京都・大阪・神戸三宮 - 安芸・奈半利駅）
  - 京都・大阪・神戸と高知県東部を結ぶ。高知東部交通と共同運行。
  - 2011年2月4日に運行開始したが、3年後の2014年3月31日より当面運行休止。
  - 両社とも原則として独立3列シート車を使用して運行していた。
  - 停車地：京都駅八条口 - 名神大山崎 - 名神高槻 - 名神茨木インター - あべの橋バスステーション - 近鉄なんば西口（OCAT） - 大阪駅前（地下鉄東梅田） - 三宮バスターミナル ⇔ 山田駅通 - 野市駅 - 赤岡南町 - 夜須駅 - 和食 - 高知東部交通安芸営業所 - 安芸駅 - 安田役場通 - 田野役場通 - 奈半利駅

### 高速バスの撤退・移管路線

#### 三重特急線
- 京都 - 伊勢線 （現在は三重交通の単独運行）

- 京都 - 津線 （現在は京阪バス、三重交通の運行）

#### 白浜特急線
- 白浜ブルースカイ号（京都 - 白浜）（現在は明光バスの単独運行）

#### 宮崎特急線（2代目）
- おひさま号（京都・大阪・神戸三宮 - えびの・都城・宮崎）
  - 2008年に運行開始したが、2016年9月末日をもって運行休止。その後、2017年2月より延岡・日向方面に経路を変更し「ひなたライナー」として運行再開と共に、担当を稲田営業所に移管。

#### 京都・三井アウトレットパーク滋賀竜王線
- 京都駅八条口 - 三井アウトレットパーク 滋賀竜王
  - 土休日のみの運行。2023年9月2日より八尾営業所から移管されたが、移管7ヶ月後の2024年4月7日の運行を最後に廃止された[1]。

#### 山口特急線
- カルスト号（京都・大阪・神戸 - 岩国・徳山・防府・山口・萩）
  - 2011年3月17日より京都延伸に伴い、八尾営業所より当営業所に移管されたが、2025年1月31日をもって運行休止[2]。

## 車両
一般路線バスは、向島地区の需要が小さいため中型バスのみが配属される。使用車種規制の都合もあり、旧年式車が大阪府内の営業所から移って来ることが慣例化している。
高速バスは、担当路線の分だけのため最小限の台数になっており、八尾営業所から応援の車両が来ることも多い。2008年には夜行用3列独立シート車の新車が導入されたが、これまでのスーパーハイデッカーからハイデッカー車に変更された。理由は2008年製造の車両は直結クーラーを用いている関係上、従来の車両と比較して車高が高くなっていることから、乗り入れ先（例としてオランダ号の長崎新地ターミナルやココウォーク茂里町など）によってはスーパーハイデッカー車両では車高制限により乗り入れが不可能な箇所もあるなどの点を考慮ならびに購入コスト削減が挙げられる。昼行路線の三重線については、観光バスの旧年式車を流用していた。